# André Christovam
André Luiz Christovam, mais conhecido simplesmente por André Christovam (São Paulo, 29 de agosto de 1959) é um guitarrista, compositor e cantor brasileiro, considerado o principal artista de blues no cenário musical do Brasil.
Segundo o jornal A Gazeta do Povo, seu álbum "Mandinga", de 1989, é, talvez, o álbum de blues mais vendido no Brasil em todos os tempos.
Foi incluído na lista 30 maiores ícones brasileiros da guitarra e do violão (Categoria: "Muito Além do Rock") da revista Rolling Stone Brasil, em 2012.

## Carreira
André conta que resolveu seguir a carreira de músico ao ouvir as músicas do power trio britânico de blues Cream. Segundo o próprio, ao ouvi-los, pensou: "Eu vou fazer isso. Mas não vou fazer na bateria porque não tenho coordenação, mas um dos outros dois instrumentos vou tocar". Mas especificamente, foi o som do baixista Jack Bruce que o encantou. Assim, pelas palavras do próprio André, "se fosse baixista não conseguiria tocar com outro baixista. Então resolvi ser guitarrista pra tocar com o Jack Bruce.
Desta forma, nos anos 1980 André partiu rumo aos EUA para estudar música no renomado "Guitar Institute of Technology" (GIT, que atualmente é o Musicians Institute", em Los Angeles. Ao retornar ao Brasil, trabalhou com os mais importantes artistas brasileiros e internacionais em passagem pelo país, participando de bandas como "Fickle Pickle", Kid Vinil & Os Heróis do Brasil, Rita Lee e Roberto de Carvalho, Raul Seixas e Marcelo Nova. No final dos anos 1980, decide gravar seu primeiro trabalho solo com o álbum "Mandinga", em 1989 - atualmente considerado seminal no cenário musical brasileiro. Segundo o jornal A Gazeta do Povo, este é, talvez, o álbum de blues mais vendido no Brasil em todos os tempos.
Na década de 1990, o guitarrista participou como sideman da turnê do gaitista Sugar Blue, e da gravação do show do bluesman Taj Mahal para a serie "Heineken Concerts", além de gravar um CD em Chicago, "The 2120 Sessions" com o vocalista “Big Voice Odon” e membros da banda de Junior Well. Este álbum é o primeiro disco de blues de um brasileiro gravado nos Estados Unidos com músicos americanos. The 2120 Sessions também foi o último disco da história do estúdio da Chess Records, tombado como patrimônio histórico dois meses depois. Hoje, o local é um museu.
André conta com cinco álbuns de sua autoria. Em 2012, lançou seu primeiro álbum ao vivo, ao lado de Hubert Sumlin, gravado em Porto Alegre em 2002 durante o festival Natu Nobilis.